# Клинова, Вера Павловна
Вера Павловна Клинова (9 августа 1949, Иристон, Северо-Осетинская АССР — 22 января 2011, Калининград) — советская и российская театральная актриса, заслуженная артистка России, актриса Калининградского областного драматического театра.

## Биография
В 1974—1979 и 1986—2011 гг. — актриса Калининградского областного драматического театра.
В 1979—1986 гг. — актриса Воркутинского драматического театра.
Дебютировала в спектакле «Нина» по пьесе А. Кутерницкого, потом с успехом исполнила роль Жанны д’Арк в спектакле «Жаворонок» по пьесе Ж.Ануя, также играла в постановках: «Любовь под вязами» О’Нила, «Приключение» по поэзии М. Цветаевой, «Медея» Л. Разумовской, «Я-женщина» В. Мережко, «Смех Лангусты» Д. Маррелла. Последней сценической работой актрисы стала роль Памелы в пьесе Д.Патрика «Дорогая Памела».
На протяжении многих лет она была членом правления региональной организации СТД.
Заслуженная артистка РФ (1993).